# 4 Aquarii
4 Aquarii, som är stjärnans Flamsteed-beteckning, är en dubbelstjärna belägen i den östra delen av stjärnbilden Vattumannen Den har en kombinerad skenbar magnitud på 5,99 och är svagt synlig för blotta ögat där ljusföroreningar ej förekommer. Baserat på parallaxmätning inom Hipparcosuppdraget på ca 16,5 mas, beräknas den befinna sig på ett avstånd på ca 198 ljusår (ca 61 parsek) från solen. Den rör sig närmare solen med en heliocentrisk radiell hastighet på –21,5 km/s.

## Egenskaper
Primärstjärnan 4 Aquarii A är en gul till vit underjättestjärna av spektralklass F7 IV, som anger att den  förbrukat förrådet av väte i dess kärna och utvecklas bort från huvudserien. Den har en massa som är ca 1,6 gånger större än solens massa, en radie, som är ca 2,9 gånger större än solens och utsänder från dess fotosfär ca 11 gånger mera energi än solen vid en effektiv temperatur av ca 6 400 K.
4 Aquarii är en visuell dubbelstjärna med en omloppsperiod på 200,7 år och en excentricitet på 0,535. Primärstjärnan är av magnitud 6,40 och följeslagaren, 4 Aquarii B, antas vara en stjärna av magnitud 7,43 i huvudserien och av spektralklass F6 V. Paret är uppskattningsvis 1,6 miljarder år gamla.